# 6세대 이동 통신
6세대 이동 통신(6G)은 5세대 이동 통신 이후의 표준 무선통신 기술이다.

## 역사
이르면 2028년쯤 시연, 2030년 상용화될 것으로 예측되는 6G는 초당 100기가비트(100Gbps) 이상의 전송속도를 구현할 것으로 예상된다. 5G 이동통신 최대 속도 20Gbps보다 5배 빠르다.
2019년 1월 28일, KAIST와 LG전자가 6세대 이동통신(6G) 연구센터를 공동설립했다. 초대 센터장은 KAIST 조동호 교수가 임명되었다.
한국전자통신연구원(ETRI)은 테라헤르츠(THz) 대역 주파수를 이용한 초고속 무선 백홀 시스템 개발에 착수했다. THz 주파수는 100GHz~10THz 사이 대역으로 ETRI는 200GHz 대역에서 통신 가능한 기술을 개발한다. THz 주파수로 100Gbps 무선 통신 기술을 개발하는 건 국내 최초다.
최근에는 과학기술정보통신부에서 6G 핵심 기술을 확보하고자 1조 원 규모 예비타당성이 최종적으로 통과되자, 2030년까지 6G 통신용 저궤도 위성 2기를 발사 예정이다.자세한 내용
2023년 11월에는 UNIST에서 저궤도 위성통신 주파수가 Sub-THz로 확정될 예정이라고 한다.자세한 내용
6G는 전파의 범위가 넓어지는 것 이외에, 수중통신이 가능하게 된다. 해외 로밍 또한 필요없어진다. 중국은 상용화 목표 시기를 2027년으로 앞당길 수도 있다고 주장한다. 6G의 이론적 다운속도는 초당 1TB에 달하며 이를 통해 만물인터넷(IoE) 시대를 실현할 수 있게 될 것이다.

## 연표
- 1979년, 일본 최대 이동통신사 NTT도코모, 일본 최초로 도쿄에서 1세대 무선통신을 상용화, 아날로그, 통화 중심. 데이터 전송 속도 2.4kbps
- 1996년, 한국 최대 이동통신사 SK텔레콤, 세계 최초 2G CDMA 상용화, 디지털, 통화 중심, 문자 서비스 시작, 데이터 전송 속도 153kbps
- 2001년, 일본 최대 이동통신사 NTT도코모 세계 최초 3G 상용화, 디지털, 데이터 전송 중심, 데이터 전송 속도 14.4Mbps
- 2002년, 한국 최대 이동통신사 KT, SK텔레콤,  국내 최초 3G 상용화, 디지털, 데이터 전송 중심
- 2009년 12월 14일, 유럽 이동통신사 텔리아소네라, 세계 최초 4G LTE 상용화, 디지털, 인터넷 활성화, 데이터 전송 속도 1Gbps
- 2011년 7월 1일, 한국 SK텔레콤 LG유플러스, 4G LTE 상용화, 국내최초
- 2012년, 한국 정부, 5G 통신 비전 수립
- 2014년, 한국 정부, 미래 이동통신 산업화 전략 수립
- 2019년 4월 3일, 한국 SK텔레콤 KT LG텔레콤 통신 3강 세계 최초 5G 상용화, CDMA 이후 다시 세계 최초 타이틀 획득, 데이터 전송 속도 20Gbps
- 2030년, 세계 최초 6G 상용화 예상, 데이터 전송 속도 1Tbps